# عبد العزيز بوراوي
عبد العزيز بوراوي ولد بمدينة صفاقس في 22 فيفري 1923 وتوفي بتونس العاصمة في 26 ماي 2008، قيادي نقابي تونسي.

## تكوينه
درس بالكتاب ثم التحق بالتعليم العمومي الابتدائي فالثانوي حيث درس بالمعهد الثانوي بمسقط رأسه و بعد أن توفي والده دخل إلى سوق الشغل.وهو متحصل على شهادة في التمريض’

## في الشغل
بدأ حياته المهنية بالمستشفى الجهوي بصفاقس وكان ذلك عام 1942. وهناك تعرف على النقابي فرحات حشاد.

## بدايته النقابية
انتخب عام 1943 كاتبا عاما لأول نقابة أساسية بالمستشفى الجهوي بصفاقس، وشارك في مارس 1944 في مؤتمر الفرع الإقليمي للكنفدرالية العامة للشغل والذي سيطر عليه الشيوعيون ولم ينجح حشاد في الصعود إلى قيادته، فانسحب منه رفقة آخرين من بينهم بوراوي والحبيب عاشور. وفي نوفمبر 1944 كانت هذه المجموعة وراء تأسيس اتحاد النقابات المستقلة بالجنوب.

## في الاتحاد العام التونسي للشغل
كان عبد العزيز بوراوي من مؤسسي الاتحاد العام التونسي للشغل الذي انتظم مؤتمره التأسيس يوم 20 جانفي 1946. وبقي في قيادته إلى أن ألقي عليه القبض عام 1952 بتهمة التخريب، وعاد إليه بعد إطلاق سراحه عام 1955. غير أنه انسحب منه بعد ذلك مرتين:
- الأولى: عام 1956 حيث انصاع إلى أوامر الحزب الحاكم وساهم في تأسيس الاتحاد التونسي للشغل رفقة نقابيين دستوريين آخرين على رأسهم الحبيب عاشور. ولكن الوحدة النقابية سرعان ما تحققت عام 1957 فعاد إلى القيادة النقابية من جديد.
- الثانية عام 1984 حيث رفت في نوفمبر 1983 ضمن ستة قياديين نقابيين من المكتب التنفيذي للاتحاد العام التونسي للشغل، فقام بتأسيس اتحاد جديد سمي الاتحاد الوطني التونسي للشغل، واستمر هذا الاتحاد إلى مطلع عام 1987 إذ التأم مؤتمر توحيدي عاد على إثره عبد العزيزو بوراوي إلى قيادة الاتحاد. وابتعد نههائيا عنه في عام 1988.

## موقفه السياسي
انتمى عبد العزيز بوراوي إلى الحزب الحر الدستوري الجديد، وبقي وفيا له طيلة حياته، وقد تولى في إطاره مسؤوليات قيادية من الدرجة الثانية، من بينها مندوب الحزب بقفصة (1958-1960) ثم نقل إلى العاصمة ليتقلد نفس الخطة. وربما ما لم يسمح له بتقلد مسؤوليات أهم تواضع مستواه التعليمي.